# Lucifera
Lucifera è un personaggio immaginario dei fumetti protagonista di una omonima testata italiana di genere erotico pubblicata tra il 1971 e il 1980 da ErreGi/Ediperiodici. Venne pubblicato anche in Francia dal 1972 al 1980. La serie, insieme alle più celebri Isabella e Goldrake, è stata fra quelle ideate da Renzo Barbieri e Giorgio Cavedon, edite fra la fine degli anni sessanta e gli inizi degli anni settanta, che portarono alla nascita e allo sviluppo del genere nero/erotico.

## Storia editoriale
La serie venne edita fra ottobre 1971 e agosto 1980 per 170 numeri, più quattro speciali.
Lucifera è uno dei tanti personaggi femminili erotici, violenti o sadici del fumetto italiano degli anni settanta come Isabella e Jacula ideati dagli autori della Ediperiodici, e successivamente della Edifumetto, portando alla nascita del genere nero/erotico e che ne monopolizzarono il mercato. Altri personaggi con caratteristiche simili includono Zora la vampira, Maghella, Biancaneve, Vartàn e Sukia.
Venne pubblicato anche in edizione francese fu pubblicata da Elvifrance in 99 numeri dal 1972 al 1980.

## Trama
Lucifera è una demonessa succube la cui vita è consacrata a combattere le forze del bene. Frequente visitatrice dell'Inferno, gode nel vedere il prossimo torturato. Le sue avventure sono piene di esplicito erotismo (per quanto umoristico), fra cui una celebre scena di fellatio al diavolo in persona. Alcuni numeri comprendono sadomasochismo, esecuzioni, impalamenti, squartamenti, nonché una violenza sessuale ad opera di un ragno gigante.
Lo sfondo sembra essere una mitica e violentissima Europa medievale, popolata da streghe, cavalieri e draghi a tre teste.